# E-Prix di Berlino 2022
L'E-Prix di Berlino 2022 è stato il quinto appuntamento del Campionato mondiale di Formula E 2021-2022, suddiviso in due gare, che si è tenuto sul circuito dell'aeroporto di Berlino-Tempelhof il 14 e 15 maggio 2022.
Edoardo Mortara ottiene la Pole Position in entrambe le corse e la vittoria nella prima gara davanti a Jean-Éric Vergne e Stoffel Vandoorne. La seconda gara viene vinta da Nyck de Vries seguito da Edoardo Mortara e Stoffel Vandoorne.

## Gara 1

### Prove libere
| Pos            | No.            | Pilota            | Squadra                         | Tempo          |
| Prove libere 1 | Prove libere 1 | Prove libere 1    | Prove libere 1                  | Prove libere 1 |
| -------------- | -------------- | ----------------- | ------------------------------- | -------------- |
| 1              | 30             | Lucas Di Grassi   | Mahindra Racing                 | 1:06.270       |
| 2              | 11             | Oliver Rowland    | ROKiT Venturi Racing            | 1:06.323       |
| 3              | 5              | Stoffel Vandoorne | Mercedes EQ Formula E Team      | 1:06.358       |
| Prove libere 2 |                |                   |                                 |                |
| 1              | 36             | André Lotterer    | TAG Heuer Porche Formula E Team | 1:05.967       |
| 2              | 11             | Edoardo Mortara   | ROKiT Venturi Racing            | 1:05.993       |
| 3              | 23             | Sébastien Buemi   | Nissan e.dams                   | 1:06.358       |

### Qualifiche
| Gruppo A | Gruppo A | Gruppo A            | Gruppo A                   | Gruppo A |
| Pos.     | No.      | Pilota              | Squadra                    | Tempo    |
| -------- | -------- | ------------------- | -------------------------- | -------- |
| 1        | 94       | Pascal Wehrlein     | Porsche Formula E Team     | 1:06.532 |
| 2        | 5        | Stoffel Vandoorne   | Mercedes EQ Formula E Team | 1:06.803 |
| 3        | 48       | Edoardo Mortara     | Venturi Grand Prix         | 1:06.900 |
| 4        | 7        | Sérgio Sette Câmara | Dragon/Penske Autosport    | 1:06.913 |
| 5        | 9        | Mitch Evans         | Jaguar TCS Racing          | 1:07.027 |
| 6        | 27       | Jake Dennis         | Avalanche Andretti         | 1:07.034 |
| 7        | 11       | Lucas di Grassi     | Venturi Grand Prix         | 1:07.132 |
| 8        | 3        | Oliver Turvey       | NIO Formula E Team         | 1:07.229 |
| 9        | 22       | Maximilian Günther  | Nissan-e.dams              | 1:07.268 |
| 10       | 37       | Nick Cassidy        | Envision Racing            | 1:07.305 |
| 11       | 33       | Dan Ticktum         | NIO Formula E Team         | 1:07.672 |

| Gruppo B | Gruppo B | Gruppo B               | Gruppo B                   | Gruppo B  |
| Pos.     | No.      | Pilota                 | Squadra                    | Qualifica |
| -------- | -------- | ---------------------- | -------------------------- | --------- |
| 1        | 13       | António Félix da Costa | DS Techeetah               | 1:06.739  |
| 2        | 36       | André Lotterer         | Porsche Formula E Team     | 1:06.767  |
| 3        | 25       | Jean-Éric Vergne       | ] DS Techeetah             | 1:06.908  |
| 4        | 29       | Alexander Sims         | Mahindra Racing            | 1:07.243  |
| 5        | 16       | Sébastien Buemi        | Nissan-e.dams              | 1:07.320  |
| 6        | 17       | Nyck de Vries          | Mercedes EQ Formula E Team | 1:07.333  |
| 7        | 30       | Oliver Rowland         | Mahindra Racing            | 1:07.358  |
| 8        | 10       | Sam Bird               | Jaguar TCS Racing          | 1:07.415  |
| 9        | 99       | Antonio Giovinazzi     | Dragon/Penske Autosport    | 1:07.477  |
| 10       | 4        | Robin Frijns           | Envision Racing            | 1:07.650  |
| 11       | 28       | Oliver Askew           | Avalanche Andretti         | 1:07.714  |

|  | Quarti di finale | Quarti di finale | Quarti di finale |     |          | Semifinali | Semifinali | Semifinali |  |  | Finale | Finale | Finale |  |
|  |                  |                  |                  |     |          |            |            |            |  |  |        |        |        |  |
|  | SIM              | SIM              | 1:05.939         |     |          |            |            |            |  |  |        |        |        |  |
|  | SIM              | SIM              | 1:05.939         |     |          |            |            |            |  |  |        |        |        |  |
|  | WEH              | WEH              | 1:06.157         |     |          |            |            |            |  |  |        |        |        |  |
|  | WEH              | WEH              | 1:06.157         |     | SIM      | SIM        | 1:06.050   |            |  |  |        |        |        |  |
|  |                  |                  |                  |     | SIM      | SIM        | 1:06.050   |            |  |  |        |        |        |  |
|  |                  |                  | JEV              | JEV | -:--.--- |            |            |            |  |  |        |        |        |  |
|  | JEV              | JEV              | JEV              | JEV | -:--.--- | 1:05.893   |            |            |  |  |        |        |        |  |
|  | JEV              | JEV              |                  |     |          |            |            |            |  |  |        |        |        |  |
|  | VAN              | VAN              | 1:06.302         |     |          |            |            |            |  |  |        |        |        |  |
|  | VAN              | VAN              | 1:06.302         |     | MOR      | MOR        | 1:06.093   |            |  |  |        |        |        |  |
|  |                  |                  |                  |     |          |            |            |            |  |  |        |        |        |  |
|  |                  |                  | SIM              | SIM | 1:06.230 |            |            |            |  |  |        |        |        |  |
|  | MOR              | MOR              | SIM              | SIM | 1:06.230 | 1:05.954   |            |            |  |  |        |        |        |  |
|  | MOR              | MOR              |                  |     |          |            |            |            |  |  |        |        |        |  |
|  | LOT              | LOT              | 1:05.962         |     |          |            |            |            |  |  |        |        |        |  |
|  | LOT              | LOT              | 1:05.962         |     | MOR      | MOR        | 1:05.914   |            |  |  |        |        |        |  |
|  |                  |                  |                  |     | MOR      | MOR        | 1:05.914   |            |  |  |        |        |        |  |
|  |                  |                  | DAC              | DAC | 1:05.999 |            |            |            |  |  |        |        |        |  |
|  | DAC              | DAC              | DAC              | DAC | 1:05.999 | 1:06.064   |            |            |  |  |        |        |        |  |
|  | DAC              | DAC              |                  |     |          |            |            |            |  |  |        |        |        |  |
|  | CAM              | CAM              | 1:06.299         |     |          |            |            |            |  |  |        |        |        |  |

| Risultati qualifica | Risultati qualifica | Risultati qualifica    | Risultati qualifica        | Risultati qualifica | Risultati qualifica | Risultati qualifica | Risultati qualifica | Risultati qualifica |
| Pos.                | No.                 | Pilota                 | Squadra                    | Gruppi              | Duelli              | Semifinali          | Finale              | Griglia             |
| ------------------- | ------------------- | ---------------------- | -------------------------- | ------------------- | ------------------- | ------------------- | ------------------- | ------------------- |
| 1                   | 48                  | Edoardo Mortara        | Venturi Grand Prix         | 1:06.900            | 1:05.954            | 1:05.914            | 1:06.093            | 1                   |
| 2                   | 29                  | Alexander Sims         | Mahindra Racing            | 1:07.243            | 1:05.939            | 1:06.050            | 1:06.230            | 2                   |
| 3                   | 13                  | António Félix da Costa | DS Techeetah               | 1:06.739            | 1:06.069            | 1:05.999            |                     | 3                   |
| 4                   | 25                  | Jean-Éric Vergne       | DS Techeetah               | 1:06.908            | 1:05.893            | -:--.---            |                     | 4                   |
| 5                   | 36                  | André Lotterer         | Porsche Formula E Team     | 1:06.767            | 1:05.962            |                     |                     | 5                   |
| 6                   | 94                  | Pascal Wehrlein        | Porsche Formula E Team     | 1:06.532            | 1:06.157            |                     |                     | 6                   |
| 7                   | 7                   | Sérgio Sette Câmara    | Dragon/Penske Autosport    | 1:06.913            | 1:06.299            |                     |                     | 7                   |
| 8                   | 5                   | Stoffel Vandoorne      | Mercedes EQ Formula E Team | 1:06.803            | 1:06.302            |                     |                     | 8                   |
| 9                   | 9                   | Mitch Evans            | Jaguar TCS Racing          | 1:07.027            |                     |                     |                     | 9                   |
| 10                  | 23                  | Sébastien Buemi        | Nissan-e.dams              | 1:07.320            |                     |                     |                     | 10                  |
| 11                  | 27                  | Jake Dennis            | Avalanche Andretti         | 1:07.034            |                     |                     |                     | 11                  |
| 12                  | 17                  | Nyck de Vries          | Mercedes EQ Formula E Team | 1:07.333            |                     |                     |                     | 12                  |
| 13                  | 11                  | Lucas di Grassi        | Venturi Grand Prix         | 1:07.132            |                     |                     |                     | 13                  |
| 14                  | 30                  | Oliver Rowland         | Mahindra Racing            | 1:07.358            |                     |                     |                     | 14                  |
| 15                  | 3                   | Oliver Turvey          | NIO Formula E Team         | 1:07.229            |                     |                     |                     | 15                  |
| 16                  | 10                  | Sam Bird               | Jaguar TC Racing           | 1:07.415            |                     |                     |                     | 16                  |
| 17                  | 22                  | Maximilian Günther     | Nissan-e.dams              | 1:07.268            |                     |                     |                     | 17                  |
| 18                  | 99                  | Antonio Giovinazzi     | Dragon/Penske Autosport    | 1:07.477            |                     |                     |                     | 18                  |
| 19                  | 37                  | Nick Cassidy           | Envision Racing            | 1:07.305            |                     |                     |                     | 19                  |
| 20                  | 4                   | Robin Frijns           | Envision Racing            | 1:07.650            |                     |                     |                     | 20                  |
| 21                  | 33                  | Dan Ticktum            | NIO Formula E Team         | 1:07.672            |                     |                     |                     | 21                  |
| 22                  | 28                  | Oliver Askew           | Avalanche Andretti         | 1:07.714            |                     |                     |                     | 22                  |

### Gara
| Pos. | No. | Pilota                 | Squadra                    | Giri | Tempo/Ritiro | Griglia | Punti |
| ---- | --- | ---------------------- | -------------------------- | ---- | ------------ | ------- | ----- |
| 1    | 48  | Edoardo Mortara        | Venturi Grand Prix         | 40   | 46:16.175    | 1       | 25+3  |
| 2    | 25  | Jean-Éric Vergne       | DS Techeetah               | 40   | +1.782       | 4       | 18    |
| 3    | 5   | Stoffel Vandoorne      | Mercedes EQ Formula E Team | 40   | +1:987       | 8       | 15    |
| 4    | 36  | André Lotterer         | Porsche Formula E Team     | 40   | +2.579       | 5       | 12    |
| 5    | 9   | Mitch Evans            | Jaguar TCS Racing          | 40   | +3.189       | 9       | 10    |
| 6    | 94  | Pascal Wehrlein        | Porsche Formula E Team     | 40   | +5.405       | 6       | 8+1   |
| 7    | 10  | Sam Bird               | Jaguar TCS Racing          | 40   | +5.683       | 16      | 6     |
| 8    | 13' | António Félix da Costa | DS Techeetah               | 40   | +6.400       | 3       | 4     |
| 9    | 29  | Alexander Sims         | Mahindra Racing            | 40   | +6.569       | 2       | 2     |
| 10   | 17  | Nyck de Vries          | Mercedes EQ Formula E Team | 40   | +6.602       | 12      | 1     |
| 11   | 30  | Oliver Rowland         | Mahindra Racing            | 40   | +8.141       | 17      |       |
| 12   | 4   | Robin Frijns           | Envision Racing            | 40   | +9.879       | 20      |       |
| 13   | 27  | Jake Dennis            | Avalnche Andretti          | 40   | +13.314      | 11      |       |
| 14   | 23  | Sébastien Buemi        | Nissan-e.dams              | 40   | +15.275      | 10      |       |
| 15   | 28  | Oliver Askew           | Avalanche Andretti         | 40   | +22.071      | 22      |       |
| 16   | 3   | Oliver Turvey          | NIO Formula E Team         | 40   | +22.662      | 14      |       |
| 17   | 7   | Sérgio Sette Câmara    | Dragon/Penske Autosport    | 40   | +24.120      | 7       |       |
| 18   | 22  | Maximilian Günther     | Nissan-e.dams              | 40   | +28.716      | 16      |       |
| 19   | 33  | Dan Ticktum            | NIO Formula E Team         | 40   | +30.393      | 21      |       |
| 20   | 99  | Antonio Giovinazzi     | Dragon/Penske Autosport    | 40   | +52.025      | 18      |       |
| Rit  | 11  | Lucas di Grassi        | Venturi Grand Prix         | 38   |              | 13      |       |
| Rit  | 27  | Nick Cassidy           | Envision Racing            | 31   |              | 19      |       |

### Classifiche
Classifica piloti
|  | Pos | Pilota            | Punti |
|  | --- | ----------------- | ----- |
|  | 1   | Stoffel Vandoorne | 96    |
|  | 2   | Jean-Éric Vergne  | 93    |
|  | 3   | Mitch Evans       | 82    |
|  | 4   | Edoardo Mortara   | 77    |
|  | 5   | Robin Frijns      | 71    |

Classifica Squadre
|  | Pos | Squadra                    | Punti |
|  | --- | -------------------------- | ----- |
|  | 1   | Mercedes EQ Formula E Team | 136   |
|  | 2   | DS Techeetah               | 127   |
|  | 3   | Venturi Grand Prix         | 114   |
|  | 4   | Jaguar                     | 110   |
|  | 5   | Porsche Formula E Team     | 106   |

## Gara 2

### Prove libere
| Pos            | No.            | Pilota          | Squadra                | Tempo          |
| Prove libere 1 | Prove libere 1 | Prove libere 1  | Prove libere 1         | Prove libere 1 |
| -------------- | -------------- | --------------- | ---------------------- | -------------- |
| 1              | 48             | Edoardo Mortara | Venturi Grand Prix     | 1:06.373       |
| 2              | 36             | André Lotterer  | Porsche Formula E Team | 1:06.430       |
| 3              | 27             | Jake Dennis     | Avalanche Andretti     | 1:06.512       |
| Prove libere 2 |                |                 |                        |                |
| 1              | 11             | Lucas di Grassi | Venturi Grand Prix     | 1:06.133       |
| 2              | 48             | Edoardo Mortara | Venturi Grand Prix     | 1:06.286       |
| 3              | 30             | Oliver Rowland  | Mahindra Racing        | 1:06.400       |

### Qualifiche
| Gruppo A | Gruppo A | Gruppo A            | Gruppo A                   | Gruppo A |
| Pos.     | No.      | Pilota              | Squadra                    | Tempo    |
| -------- | -------- | ------------------- | -------------------------- | -------- |
| 1        | 5        | Stoffel Vandoorne   | Mercedes EQ Formula E Team | 1:07.115 |
| 2        | 4        | Robin Frijns        | Envision Racing            | 1:07.327 |
| 3        | 11       | Lucas di Grassi     | Venturi Grand Prix         | 1:07.356 |
| 4        | 37       | Nick Cassidy        | Envision Racing            | 1:07.370 |
| 5        | 9        | Mitch Evans         | Jaguar TCS Racing          | 1:07.446 |
| 6        | 29       | Alexander Sims      | Mahindra Racing            | 1:07.450 |
| 7        | 3        | Oliver Turvey       | NIO Formula E Team         | 1:07.469 |
| 8        | 27       | Jake Dennis         | Avalanche Andretti         | 1:07.525 |
| 9        | 7        | Sérgio Sette Câmara | Dragon/Penske Autospor     | 1:07.553 |
| 10       | 94       | Pascal Wehrlein     | Porsche Formula E Team     | 1:07.646 |
| 11       | 28       | Oliver Askew        | Avalanche Andretti         | 1:07.802 |

| Gruppo B | Gruppo B | Gruppo B               | Gruppo B                   | Gruppo B |
| Pos.     | No.      | Pilota                 | Squadra                    | Tempo    |
| -------- | -------- | ---------------------- | -------------------------- | -------- |
| 1        | 48       | Edoardo Mortara        | Venturi Grand Prix         | 1:06.753 |
| 2        | 17       | Nyck de Vries          | Mercedes EQ Formula E Team | 1:07.080 |
| 3        | 13       | António Félix da Costa | DS Techeetah               | 1:07.175 |
| 4        | 36       | André Lotterer         | Porsche Formula E Team     | 1:07.217 |
| 5        | 25       | Jean-Éric Vergne       | DS Techeetah               | 1:07.287 |
| 6        | 30       | Oliver Rowland         | Mahindra Racing            | 1:07.294 |
| 7        | 22       | Maximilian Günther     | Nissan-e.dams              | 1:07.332 |
| 8        | 10       | Sam Bird               | Jaguar TCS Racing          | 1:07.411 |
| 9        | 99       | Antonio Giovinazzi     | Dragon/Penske Autosport    | 1:07.437 |
| 10       | 23       | Sébastien Buemi        | Nissan-e.dams              | 1:07.518 |
| 11       | 33       | Dan Ticktum            | NIO Formula E Team         | 1:07.601 |

|  | Quarti di finale | Quarti di finale | Quarti di finale |     |          | Semifinale | Semifinale | Semifinale |  |  | Finale | Finale | Finale |  |
|  |                  |                  |                  |     |          |            |            |            |  |  |        |        |        |  |
|  | LOT              | LOT              | 1:06.504         |     |          |            |            |            |  |  |        |        |        |  |
|  | LOT              | LOT              | 1:06.504         |     |          |            |            |            |  |  |        |        |        |  |
|  | VAN              | VAN              | 1:06.806         |     |          |            |            |            |  |  |        |        |        |  |
|  | VAN              | VAN              | 1:06.806         |     | FRI      | FRI        | 1:06.522   |            |  |  |        |        |        |  |
|  |                  |                  |                  |     | FRI      | FRI        | 1:06.522   |            |  |  |        |        |        |  |
|  |                  |                  | LOT              | LOT | 1:06.671 |            |            |            |  |  |        |        |        |  |
|  | FRI              | FRI              | LOT              | LOT | 1:06.671 | 1:06.170   |            |            |  |  |        |        |        |  |
|  | FRI              | FRI              |                  |     |          |            |            |            |  |  |        |        |        |  |
|  | DAC              | DAC              | 1:06.184         |     |          |            |            |            |  |  |        |        |        |  |
|  | DAC              | DAC              | 1:06.184         |     | MOR      | MOR        | 1:05.972   |            |  |  |        |        |        |  |
|  |                  |                  |                  |     |          |            |            |            |  |  |        |        |        |  |
|  |                  |                  | FRI              | FRI | 1:06.470 |            |            |            |  |  |        |        |        |  |
|  | DEV              | DEV              | FRI              | FRI | 1:06.470 | 1:06.238   |            |            |  |  |        |        |        |  |
|  | DEV              | DEV              |                  |     |          |            |            |            |  |  |        |        |        |  |
|  | DIG              | DIG              | 1:06.508         |     |          |            |            |            |  |  |        |        |        |  |
|  | DIG              | DIG              | 1:06.508         |     | MOR      | MOR        | 1:05.897   |            |  |  |        |        |        |  |
|  |                  |                  |                  |     | MOR      | MOR        | 1:05.897   |            |  |  |        |        |        |  |
|  |                  |                  | DEV              | DEV | 1:06.285 |            |            |            |  |  |        |        |        |  |
|  | MOR              | MOR              | DEV              | DEV | 1:06.285 | 1:06.110   |            |            |  |  |        |        |        |  |
|  | MOR              | MOR              |                  |     |          |            |            |            |  |  |        |        |        |  |
|  | CAS              | CAS              | 1:06.377         |     |          |            |            |            |  |  |        |        |        |  |